# Jamal Tuschick
Jamal Tuschick (* 10. Februar 1961 in Kassel ist ein deutscher Schriftsteller, Journalist und Literaturkritiker. Seine Romane spielen überwiegend in Frankfurt am Main und in Kassel.

## Leben
1987 kam Jamal Tuschick – nach Peter Kurzeck und Claudia Keller – als dritter Fabrikschreiber der Frankfurter Romanfabrik nach Frankfurt am Main. In Frankfurt war er sowohl als Journalist wie auch als Schriftsteller tätig. Er schrieb zunächst für die tageszeitung, die Junge Welt und die Frankfurter Rundschau. 2000 gab er Morgen Land. Neueste deutsche Literatur von Autoren mit Migrationshintergrund heraus.
Im Autorenkollektiv verfasste er 2008 mit Jutta Winkelmann und Gisela Getty
Die Zwillinge oder Vom Versuch, Geld und Geist zu küssen.
Seit 2011 leitet Jamal Tuschick das „Prosa-Schreibzimmer“ des Frankfurter Literaturhauses. 2014 war er neben Silke Scheuermann, Matthias Göritz, Alina Bronsky, Annika Scheffel und Andreas Maier Teilnehmer des „Heimspiels im Literaturland Hessen“ des Radio-Kultursenders HR 2. Schriftsteller sollten an Orten und mit Themen zu Wort kommen, die sie sich ausgesucht haben, um ungewöhnliche Begegnungen zu ermöglichen.
Neben Erzählungen und Romanen verfasste der Autor Essays für die TAZ, die Frankfurter Rundschau und den Freitag.
Tuschick lebt seit 2010 in Kassel und in Berlin.

## Werk
Jamal Tuschicks frühe Prosabände wie Erster Versuch zur Jetlage boten Skizzen urbanen Lebens in der Großstadt Frankfurt.
Als Herausgeber des Bandes Morgen Land. Neueste deutsche Literatur versammelt er so verschiedene Schriftsteller wie Maxim Biller, Franz Dobler, Selim Özdogan und Feridun Zaimoglu.
Danach erscheinen: Keine große Geschichte, Kattenbeat und Bis zum Ende der B-Seite. Die Sprache ist beeinflusst von Autoren wie Jack Kerouac, William S. Burroughs, Jörg Fauser, aber auch von Georges Bataille und Jean Genet. Die Erzählungen sind in Montagetechnik verfasst.
Nach längerer literarischer Pause veröffentlichte Tuschick den Erzählband Aufbrechende Paare (2008).

## Veröffentlichungen (Auswahl)
- Morgen Land. Neueste deutsche Literatur (Hrsg.), Anthologie, S.Fischer Verlag, Frankfurt am Main 2000, ISBN 3596147557
- Keine große Geschichte, Roman, Suhrkamp Verlag, Frankfurt am Main 2000, ISBN 3518121669
- Kattenbeat, Roman, Suhrkamp Verlag, Frankfurt am Main 2001, ISBN 3518122347
- Bis zum Ende der B-Seite, Roman, Suhrkamp Verlag, Frankfurt am Main 2003, ISBN 3518123335
- Aufbrechende Paare, Erzählung, Weissbooks, Frankfurt am Main 2008, ISBN 978-3-940888-29-7
- Die Zwillinge oder Vom Versuch, Geld und Geist zu küssen, Weissbooks, Frankfurt am Main 2008, ISBN 978-3-940888-01-3
- Die Apfelweinkönigin, Erzählung (mit Tine Köhl), Martin Schmitz Verlag, Berlin 2010, ISBN 9783927795549
- Grobzeug im Rindermix 2&3, Erzählung, Martin Schmitz Verlag, Berlin 2011, ISBN 9783927795587